# Faustina (emperatriz)
Faustina fue una emperatriz romana consorte, tercera esposa del emperador Constancio II. La principal fuente de su biografía es el relato del historiador Amiano Marcelino.

## Matrimonio
Constancio se casó con ella tras la muerte de Eusebia, su segunda esposa, en 360. Amiano Marcelino simplemente cuenta que el matrimonio tuvo lugar mientras Constancio pasaba el invierno en Antioquía, tomándose un descanso en las guerras romano-persas. «En aquella época Constancio tomó como esposa a Faustina, habiendo perdido hace tiempo a Eusebia».
Estaba embarazada cuando Constancio murió el 5 de octubre de 361 y después dio a luz a su hija póstuma, Flavia Máxima Constancia, única descendiente del emperador, la cual más tarde se casó con el emperador Graciano.
Tras la muerte de Constancio, «se extendió el rumor y la noticia incierta de que había hecho testamento en el que señalaba a Juliano como heredero y hacía legados a aquellos que le eran queridos. Él dejó a su esposa embarazada, y la hija póstuma a quien ella dio a luz recibió el nombre de su padre, y cuando creció se unió en matrimonio con Graciano».

## Viudez
El 28 de septiembre de 365, Faustina estaba presente cuando Procopio recibió las insignias de los ritos imperiales en Constantinopla. La presencia de Faustina y de su hija pequeña sugería que Procopio era el heredero legítimo de la dinastía constantiniana que aún era reverenciada.
Amiano Marcelino dice: 

"Pues algunas divisiones de caballería e infantería que habían sido levadas para la campaña en Tracia pasaron por aquel camino; fueron recibidas cortés y generosamente, y cuando todas estaban reunidas formando un solo cuerpo, ya presentaban la apariencia de un ejército. Ansiosos por las riquezas que se les prometió, ellos prometieron aliarse con Procopio con duras penalidades en caso de deslealtad, prometiéndole estar a su lado y protegerlo con sus vidas. Se encontró, además, un medio muy favorable de ganárselos, esto es, que Procopio cogió en sus brazos a la pequeña hija de Constancio, cuya memoria ellos honraban, y en ellos la llevó, reclamando parentesco con el anterior emperador. Y ganó otra ventaja oportuna en que Faustina, la madre de la niña, acaeció que estaba presente cuando él había reibido algunas insignias que formaban parte de los ornamentos imperiales."

Amiano considera que Procopio al tener a Faustina y la niña de su lado, lograba mayor lealtad del pueblo, diciendo que cuando Valente avanzó por Galacia hacia Licia, encontró gran resistencia "por esta razón en particular — que su enemigo (como ya se ha dicho) tanto al marchar como cuando estaban casi preparados para la batalla, llevaba con él en un lecho de paja a la hijita de Constancio, y su madre Faustina; y por lo tanto había inflamado las pasiones de los soldados para luchar más bravamente en defensa del linaje imperial, con el que él pretendía estar relacionado."
Tras la batalla de Tiatira y la caída de Procopio en el año 366, se pierde toda noticia de Faustina.